# Otherside
«Otherside» (en español: «Otro lado») es una canción interpretada por la banda de rock estadounidense Red Hot Chili Peppers, incluida en su séptimo álbum de estudio Californication (1999). Fue lanzado como el tercer sencillo del álbum el 22 de noviembre de 1999 por la compañía discográfica Warner Bros. Records. Es una canción que confronta las batallas de los drogadictos con sus demonios. Alcanzó el número 14 en el Billboard Hot 100, convirtiéndose en la cuarta canción mejor ubicada de la banda en esta lista. Además permaneció trece semanas en la primera ubicación del Modern Rock Tracks, siendo el quinto número uno hasta a ese momento.

## Video musical
El video fue creado por Jonathan Dayton y Valerie Faris en un blanco y negro monocromo estilo gótico similar a El gabinete del doctor Caligari de Robert Wiene, todo influenciado por el arte Expresionista alemán. Elementos del cubismo y trabajo del artista gráfico M.C. Escher también son vistos en el video. Fue hecho con una combinación de miniaturas, sets gigantes, marionetas, perspectiva forzada y pantallas verdes tal como describieron los directores.
Un storyline tipo cartoon está yuxtapuesto encima de la canción, eso viene de la secuencia del sueño de un joven. Los miembros de la banda aparecen vestidos en trajes negros en locaciones inusales, con accesorios con la intención de aparecer como instrumentos surreales. Durante el video Anthony Kiedis con su cabello corto y rubio es visto en la torre del castillo de un modo diferente, tranquilo y algo oscuro comparado a las enérgicas performances en otros videos que lo muestran tal como es en escena. John Frusciante toca una cuerda debajo de un largo corredor como si fuera su guitarra, a pesar de que se mostró reacio porque quería tocar su guitarra simplemente. Flea está colgado en cables telefónicos y tocándolos como si fueran un bajo, y Chad Smith está arriba de una torre con un reloj medieval rotante que le sirve de batería..
Jonathan Dayton: «Buscamos lo de Caligari y bastante film expresionista alemán, pero era muy importante también evitar a Caligari. Fue amba inspiración y algo con lo que trabajar, porque tenía un estilo especifico tan fuerte, y ya ha habido otros videos que han robado la idea completamente».
Los labios rojos que usa el protagonista como alas fue un elemento tomado de la pintura Les Amoureux de Man Ray.
Valerie Faris: «No buscamos tanto lo de Caligari, Lo que si hicimos fue buscar por trabajos de los artistas futuristas de los 30', y las ilustraciones de los surrealistas y cubistas. Estuvimos más inspirados por pinturas que por filmes».

## Versiones
- En 2009, el productor Ryan Lewis la samplea en una canción que lleva el mismo nombre junto al rapero Macklemore. La canción cuenta experiencias personales de Macklemore, así como los diversos problemas que afronta la comunidad del hip hop con el abuso de drogas.[1]
- La canción es usada recurrentemente en las presentaciones en vivo de varios DJs a modo de a cappella.[2] Así es como en 2010, el dúo británico Third Party realizó una versión bootleg de la canción. Recién en 2013 fue lanzada oficialmente por el sello Warner Bros.[3]
- La banda española Dover realizó un cover acústico de la canción.

## Posicionamiento en listas y certificaciones
| Lista (2000)                            | Mejor posición |
| --------------------------------------- | -------------- |
| Alemania (Media Control AG))            | 44             |
| Australia (ARIA)                        | 31             |
| Canadá (RPM Singles Chart)              | 32             |
| Estados Unidos (Billboard Hot 100)      | 14             |
| Estados Unidos (Modern Rock Tracks)     | 1              |
| Estados Unidos (Mainstream Rock Tracks) | 2              |
| Estados Unidos (Top 40 Mainstream)      | 26             |
| Estados Unidos (Adult Top 40)           | 11             |
| Italia (FIMI)                           | 17             |
| Nueva Zelanda (Recorded Music NZ)       | 5              |
| Países Bajos (Dutch Top 40)             | 14             |
| Reino Unido (UK Singles Chart)          | 33             |
| Suecia (Sverigetopplistan)              | 19             |
| Suiza (Schweizer Hitparade)             | 65             |

| País   | Organismo certificador | Certificación | Ventas | Ref.   |
| ------ | ---------------------- | ------------- | ------ | ------ |
| Italia | FIMI                   | Oro           | 15 000 | [ 14 ] |

### Sucesión en listas
| Predecesor: Kryptonite de 3 Doors Down | U.S. Billboard Modern Rock Tracks — Sencillo N.º 1 19 de febrero de 2000 — 19 de mayo de 2000 | Sucesor: All the Small Things de Blink-182 |